# Mehdi Benchoufi
Vous pouvez aider à l'améliorer ou bien discuter des problèmes sur sa page de discussion.
- Il est orphelin : moins de trois articles lui sont liés. Aidez à ajouter des liens en plaçant le code [[Mehdi Benchoufi]] dans les articles relatifs au sujet. (Marqué depuis décembre 2024)

Mehdi Benchoufi est médecin de santé publique à l’Assistance Publique - Hôpitaux de Paris (AP-HP) et ancien professeur assistant en épidémiologie clinique à l'Hôpital Hôtel-Dieu. Il est également titulaire d'une agrégation en mathématiques et d'un doctorat en mathématiques pures sous la direction de Pierre Schapira, et Julien Grivaux.  
Le journal Le Monde lui consacre un portrait le 21 février 2025.

## Carrière et travaux
En parallèle de son parcours médical, Mehdi Benchoufi s’est spécialisé dans l’application des technologies numériques à la santé publique, notamment dans le cadre de projets open source.
Il est le cofondateur de echOpen, un dispositif d’échographie portable et abordable dédié au diagnostic médical, visant à démocratiser l’accès à l’échographie clinique,. Le projet, issu de cinq années de recherche et développement, est soutenu notamment par l'AP-HP, et accorde une place centrale à la communauté.  
Il a également exploré les applications de la blockchain dans le domaine de la santé, notamment pour renforcer la transparence des essais cliniques, et la traçabilité des médicaments. Il est cité parmi les leaders du secteur en France.

## Engagements et interventions publiques
Mehdi Benchoufi est actif dans plusieurs groupes de travail internationaux liés aux technologies numériques en santé. 
Il intervient régulièrement dans les médias (presse, radio) sur ces thématiques,.